# Ouadda
Ouadda este un oraș din Republica Centrafricană.